# Бубейкино
Бубейкино — деревня в Грязовецком районе Вологодской области.
Входит в состав Сидоровского муниципального образования, с точки зрения административно-территориального деления — в Сидоровский сельсовет.
Расстояние по автодороге до районного центра Грязовца — 41 км, до центра муниципального образования Сидорово — 7 км. Ближайшие населённые пункты — Нешарово, Раменье, Верховье.
По переписи 2002 года население — 8 человек.